# Salaryman

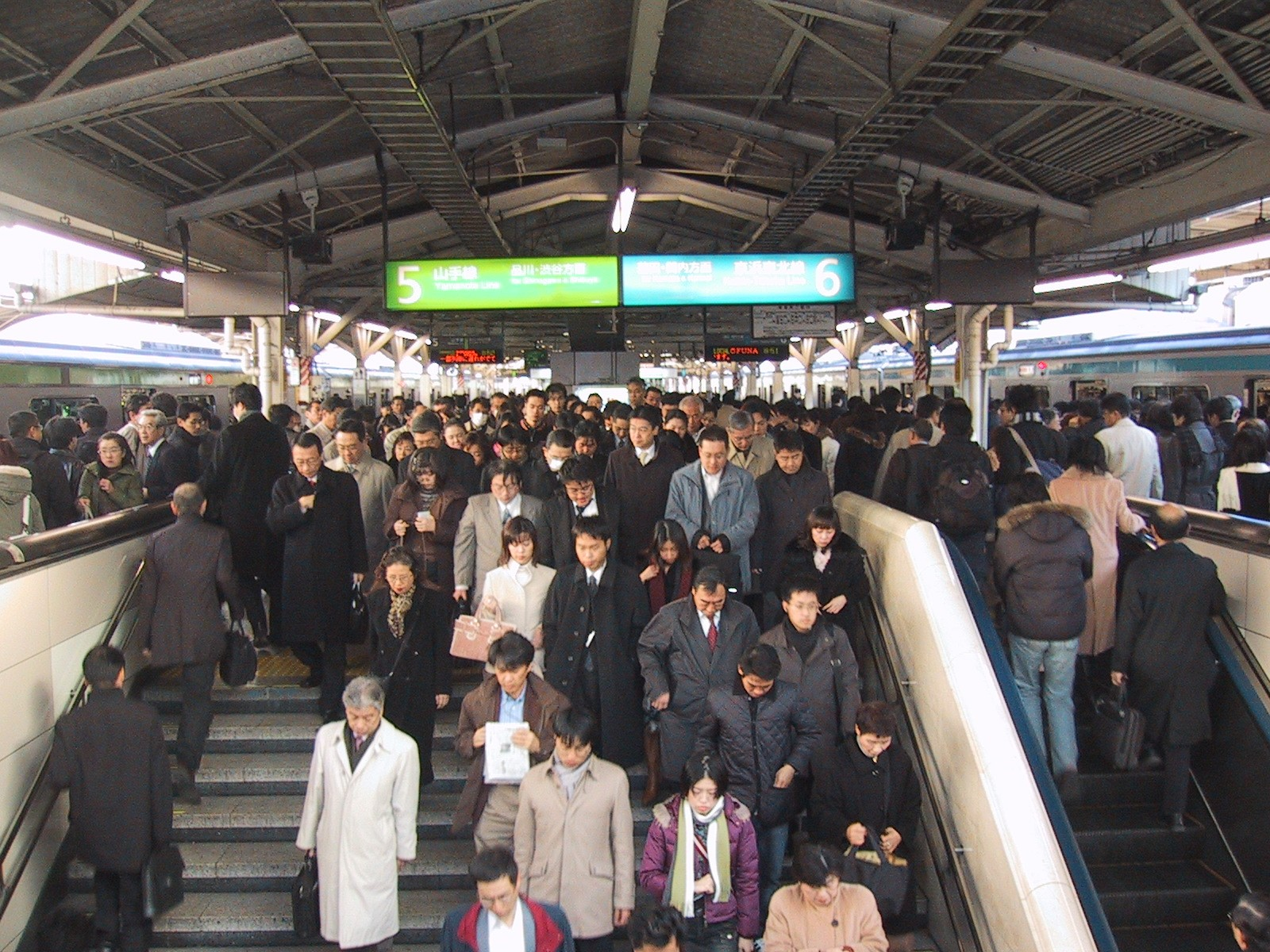
Els salarymen prenen el tren diàriament per treballar a l'àrea metropolitana de Tòquio (Estació de Tòquio, 2005)

Al Japó, un salaryman (サラリーマン, sararīman) és un treballador assalariat. A la cultura popular japonesa, això és encarnat per un treballador de coll blanc que mostra una lleialtat i un compromís amb la corporació on treballa.
S'espera que els assalariats treballin una gran quantitat d'hores, que facin hores extraordinàries addicionals, que participin en activitats d'oci després del treball com beure, cantar karaoke i visitar hostess bars amb els seus companys, i valorar el treball per sobre de tota la resta. L'assalariat normalment entra a una empresa després de graduar-se a la universitat i es queda amb aquesta corporació durant la seva carrera professional.
Altres nocions populars que envolten els assalariats inclouen karōshi, o mort per excés de treball. En la cultura japonesa conservadora, convertir-se en un assalariat és l'opció de carrera esperada per als homes joves i els que no prenen aquesta carrera es considera que viuen amb un estigma i menys prestigi. D'altra banda, la paraula assalariat s'utilitza de vegades amb una connotació despectiva per la seva total dependència del seu empresari i manca d'individualitat.

## Història
La paraula sararīman es descriu sovint com wasei-eigo, una formació japonesa a partir de préstecs anglesos, però sembla ser un préstec directe de la frase anglesa salaried man (en català "home assalariat"), que és anterior al terme japonès gairebé un segle. El terme japonès va tenir un ús generalitzat el 1930, fins i tot abans que l'expansió del govern i la militarització impulsessin el creixement de l'ocupació de coll blanc. El terme no inclou tots els treballadors que reben un sou fixat, sinó només els "treballadors de coll blanc de la gran burocràcia d'una empresa o oficina governamental". El terme inclou aquells que treballen per al govern (per exemple, els buròcrates) i les grans empreses (per exemple, les que figuren a Nikkei 225). Els treballadors de les indústries de mizu shōbai (vida nocturna) i de l'entreteniment (inclosos actors i cantants) no estan inclosos encara que els seus ingressos puguin estar basats en el salari. De la mateixa manera, també queden exclosos metges, enginyers, advocats, comptables, músics, artistes, polítics, autònoms i directius d'empreses.
Una descripció típica del salaryman és un empleat de coll blanc masculí que normalment guanya el seu sou "basat en les habilitats individuals més que en l'antiguitat". Els assalariats són coneguts per treballar moltes hores, de vegades més de vuitanta hores setmanals. Sovint, a causa de la seva ocupada agenda de treball, l'assalariat no té temps per formar una família i la seva feina es converteix en un compromís de per vida. Les empreses solen contractar els salaryman directament de l'escola secundària i s'espera que es quedin a l'empresa fins a la jubilació, al voltant del moment en què arribin als 55 i 60 anys. Com a recompensa per la demostració de la seva lleialtat, les empreses poques vegades acomiaden els assalariats tret que sigui en circumstàncies especials "nefastes". També hi ha la creença que "la quantitat de temps dedicat al lloc de treball es correlaciona amb l'eficiència percebuda de l'empleat". Com a resultat d'aquest estil de vida intens impulsat pel treball, els assalariats poden tenir més probabilitats de patir problemes de salut mental o física, com ara insuficiència cardíaca o suïcidi.

## Imatge social

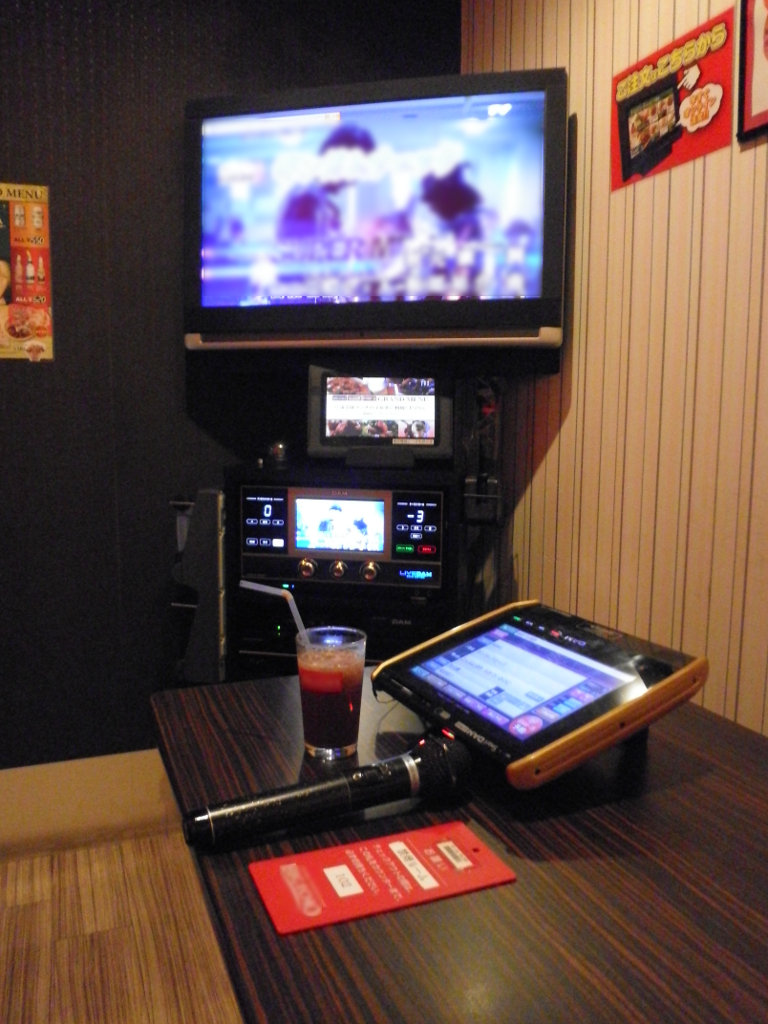
Hitokara al Karaoke-Box

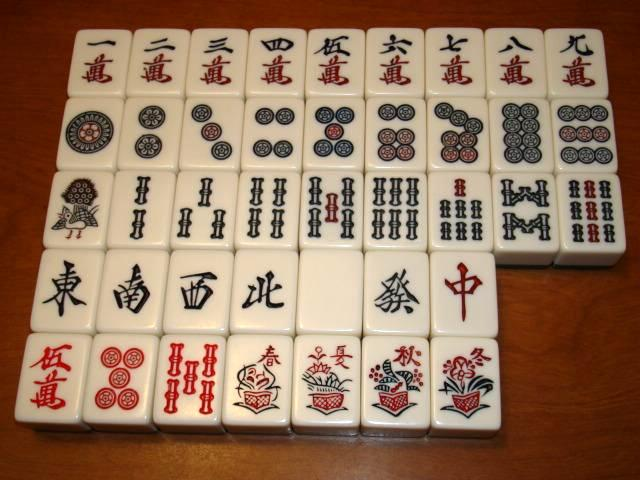
Rajoles de mahjong

La prevalença dels assalariats a la societat japonesa ha donat lloc a moltes representacions tant pels mitjans japonesos com americans. Algunes pel·lícules al Japó sobre salarymen inclouen Mr. Salaryman, Japanese Salaryman NEO (basada en la sèrie de televisió) i una sèrie dramàtica titulada History of a Salaryman. Hi ha una certa expectació entre les classes mitjanes i altes que els japonesos esdevinguin assalariats. Per a molts joves japonesos, acceptar qualsevol cosa menys que convertir-se en un assalariat i conformar-se al seu ideal es considera un fracàs, no només d'ell, sinó dels seus pares.
La vida d'un assalariat gira al voltant del treball. Les activitats que fa fora de la feina solen incloure els seus companys de feina, cosa que redueix la distància entre ell i la feina. A causa d'aquesta expectativa, hi ha hagut una varietat de noms despectius donats als assalariats:社畜(shachiku, literalment "ramada corporativa" en referència a l'esclavitud assalariada),会社の犬(kaisha no inu o "gos de companyia"), i 企業戦士 (kigyou senshi o "soldat corporatiu").

### Entreteniment
Les circumstàncies socials canviants han diversificat molt la vida de l'assalariat fora de la feina. Tot i que la importància de la beguda social no ha disminuït, la seva imatge ha canviat amb el pas del temps des de la festa massiva durant la bombolla econòmica fins al consum conservador a casa després del col·lapse de l'economia durant la dècada de 1990. El mahjong va ser un joc immensament popular entre la generació de salarymen dels anys 60, que va portar el joc als cercles de l'empresa directament des de grups de secundària i universitat. La generació dels anys setanta va veure una disminució gradual del nombre de jugadors àvids de mahjong i, a la dècada de 1980, es va fer habitual no mostrar cap interès.
El golf es va fer molt popular durant la bombolla econòmica, quan els abonaments dels clubs de golf es van convertir en eines útils per aconseguir el favor dels executius de les empreses. Molts assalariats de nivell mitjà van ser pressionats perquè es dediquessin al golf per participar en esdeveniments de golf amb els seus superiors. L'esfondrament de la bombolla econòmica va provocar el tancament de molts camps de golf, i el ritual de jugar a golf amb executius s'ha tornat cada cop més rar. Tanmateix, alguns assalariats actuals poden tenir experiència en el golf dels seus dies d'estudiant, i el golf encara es reconeix com un passatemps car per als assalariats.

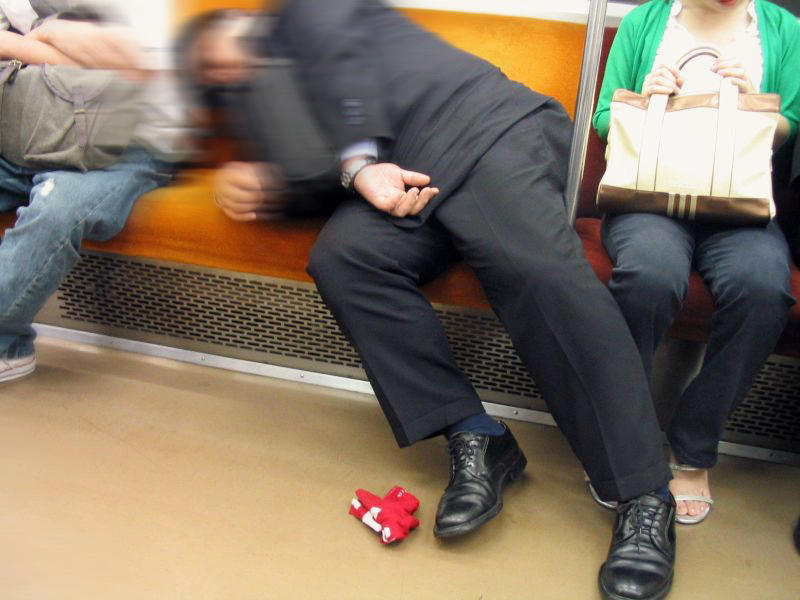
Un salaryman adormit al metro de Tòquio.

La pressió extrema sobre els assalariats pot provocar la mort per excés de treball, o karōshi. Els assalariats senten una pressió intensa per complir amb el seu deure de mantenir la seva família a causa de les expectatives de gènere que tenen els homes. Segons un article del Washington Post, el govern japonès va intentar, durant anys, establir un límit al nombre d'hores que es pot treballar, i el problema ha prevalgut des de la dècada de 1970. L'any 2014, després de 30 anys d'activisme, el parlament japonès (la dieta japonesa) va aprovar una llei "promocionant contramesures contra el karōshi".
No obstant això, molts japonesos encara critiquen el govern i creuen que hi hauria d'haver lleis i sancions per a les empreses que violin les lleis d'horari laboral. Les famílies dels assalariats que moren de karōshi han presentat, aproximadament, 2000 sol·licituds.  No obstant això, el nombre de morts pot ser molt més gran i "es creu que fins a 8.000 dels 30.000 suïcidis anuals cada any estan relacionats amb el treball", amb "fins a 10.000 morts de karōshi no suïcides a l'any".
Karōshi, literalment "mort per excés de treball", es va diagnosticar per primera vegada com una "malaltia circulatòria provocada per l'estrès" a finals de la dècada de 1970 després de la crisi del petroli de 1973, que va afectar la reconstrucció de la indústria japonesa després de la guerra. Des d'aleshores, el nombre de morts per excés de treball ha augmentat, especialment a les empreses més grans i prestigioses. El 2002, Kenichi Uchino, un gerent de control de qualitat de Toyota de 30 anys, es va esfondrar i va morir després de treballar més de 80 hores extraordinàries sense pagar durant sis mesos. Després d'aquest incident, Toyota va anunciar que començaria a controlar la salut dels seus treballadors i pagaria totes les hores extres.